# Louit

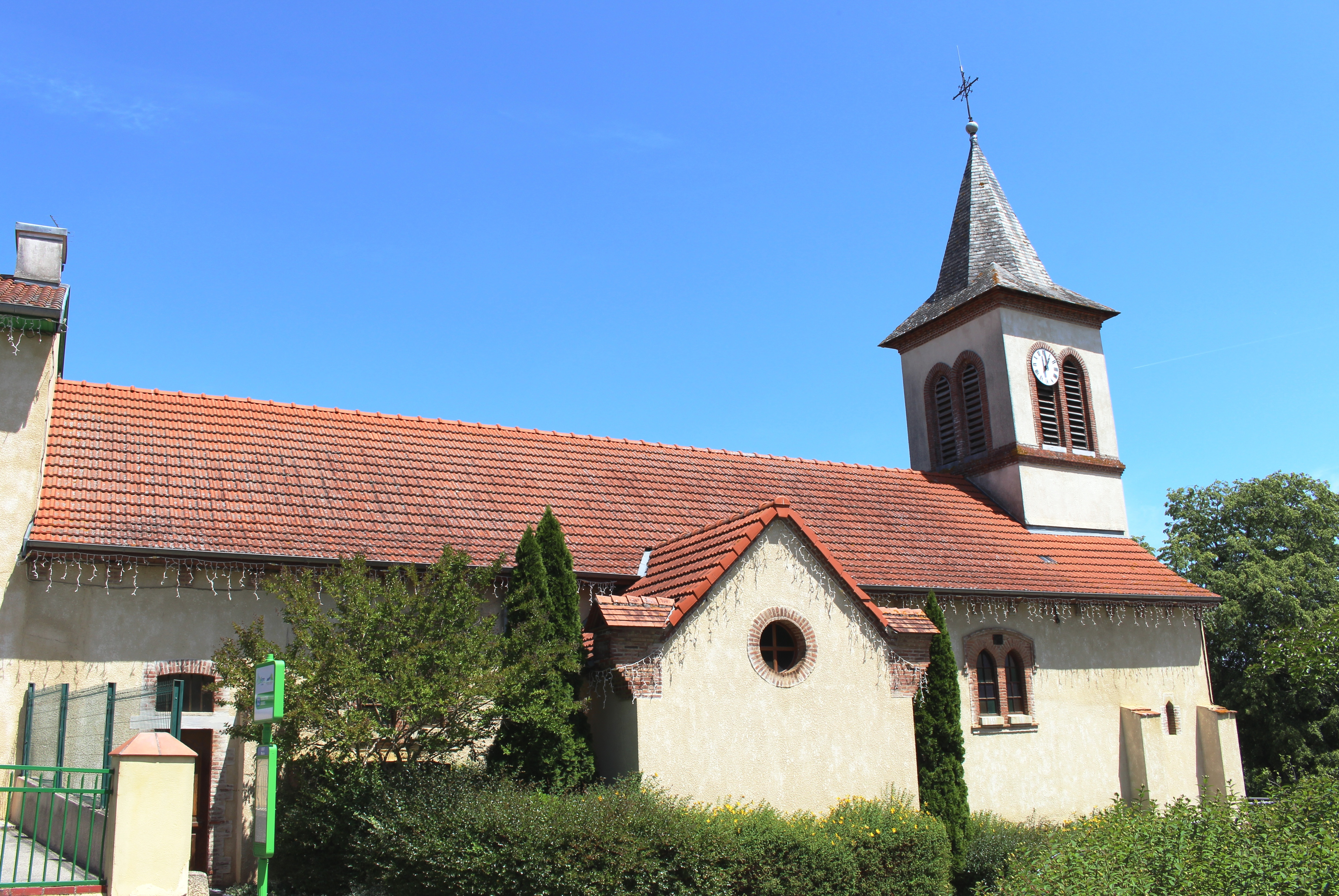
Louit – Église de l’Assomption

Louit (okzitanisch Loït) ist eine südfranzösische Gemeinde mit 198 Einwohnern (Stand 1. Januar 2022) im Zentrum des Départements Hautes-Pyrénées in der Region Okzitanien.

## Lage und Klima
Die Gemeinde Louit liegt im Pyrenäenvorland in einer Höhe von ungefähr 260 m. Die nächstgelegene Stadt Tarbes befindet sich knapp 13 km südwestlich. Das Klima ist gemäßigt bis warm; Regen (ca. 850 mm/Jahr) fällt hauptsächlich im Winterhalbjahr.

## Bevölkerungsentwicklung
| Jahr      | 1800 | 1851 | 1901 | 1954 | 1999 | 2016 |
| --------- | ---- | ---- | ---- | ---- | ---- | ---- |
| Einwohner | 247  | 281  | 160  | 106  | 129  | 201  |

Wegen der durch die Reblauskrise im Weinbau und die zunehmende Mechanisierung der Landwirtschaft ausgelösten Landflucht ging die Einwohnerzahl der Gemeinde seit der Mitte des 19. Jahrhunderts kontinuierlich zurück. Die Nähe zur Stadt Tarbes hat um das Jahr 2000 zu einem neuen Bevölkerungswachstum geführt.

## Wirtschaft
Die Gemeinde ist nahezu ausschließlich landwirtschaftlich orientiert.

## Geschichte
Der Ortsname Loit oder Loid wird im 12. Jahrhundert erstmals erwähnt. Seit dem Mittelalter bis zum Beginn der Französischen Revolution gehörte die Gemeinde zur historischen Provinz Bigorre.

## Sehenswürdigkeiten
Die Église de l’Assomption ist ein gedrungener Bau des  16./17. Jahrhunderts.